# Loma de Ucieza
Loma de Ucieza är en kommun i Spanien.   Den ligger i provinsen Provincia de Palencia och regionen Kastilien och Leon, i den norra delen av landet, 240 km norr om huvudstaden Madrid. Antalet invånare är 262. Arean är 71 kvadratkilometer.
Terrängen i Loma de Ucieza är platt.